# William Warder Norton
William Warder Norton (17 de septiembre de 1891-7 de noviembre de 1945) fue un editor estadounidense, cofundador de W. W. Norton & Company. Creció en Columbus, Ohio, se mudó a la ciudad de Nueva York y comenzó un negocio de importación y exportación, conoció y se casó con Margaret Dows Herter, conocida como Polly o Mary. En 1923, comenzaron a publicar conferencias impartidas en el People's Institute, la división de educación de adultos de Cooper Union de la ciudad de Nueva York. William y Margaret tuvieron una hija, Anne Aston Warder Norton (1928-1977). Los Norton pronto ampliaron su programa más allá del Instituto, adquiriendo manuscritos de académicos célebres de Estados Unidos y el extranjero. Este fue el comienzo de W. W. Norton & Company. A partir de 1942 participó muy activamente en el Consejo del Libro en Tiempos de Guerra. Fue ese consejo, que era un consorcio de editores, el que acordó una distribución equitativa del papel y del material de encuadernación, todos estos materiales escasos que se destinaban a la fabricación de libros. Murió a los 54 años, apenas cuatro meses después del Día VE.